# Chester (Illinois)
Chester ist eine Kleinstadt im Süden des US-amerikanischen Bundesstaates Illinois 101 km südlich von St. Louis. Chester liegt am Mississippi und ist Verwaltungssitz des Randolph County. Das U.S. Census Bureau hat bei der Volkszählung 2020 eine Einwohnerzahl von 6.814 ermittelt.
Aus Chester stammt Elzie Segar, der Schöpfer der Comic-Figur Popeye.

## Naturparks und historische Stätten
In der Umgebung von Chester gibt es eine Reihe von State Parks und historischen Stätten. Vom historischen Fort Kaskaskia hat man eine gute Sicht über den Mississippi. Gegenüber dem Fort befindet sich mit Kaskaskia Island der einzige Ort in Illinois westlich des Mississippi und die erste Hauptstadt von Illinois. In einer historischen Kirche auf der Insel, die bereits vom französischen Entdecker Jacques Marquette gegründet wurde, finden heute noch allwöchentlich Messen statt. Etwa 8 km nordöstlich von Chester befindet sich der State Park Randolph County State Recreation Area, ein beliebtes Angler-, Reit- und Wandergebiet. Südlich von Chester liegt sich die Turkey Bluffs State Fish and Wildlife Area. Entlang des Mississippi bei Chester erstreckt sich ein Teil des Middle Mississippi River National Wildlife Refuge, welches zum Mark Twain National Wildlife Refuge Complex gehört.

## Geschichte
Die Stadt Chester, der Verwaltungssitz des Randolph County, ist im Verlaufe ihrer Geschichte stets eng mit dem Mississippi verbunden gewesen.
Die Umgebung bot sich wegen seiner Lage von Anfang an als gutes Siedlungsland an. Am 30. September 1816 erwarb John McFerron 47 Acre (19 Hektar) Land von der Regierung. McFerron betrieb eine Flussfähre und war gleichzeitig Richter am Gericht im nahen Kaskaskia. Als im Jahre 1819 der Staat Illinois in die Union aufgenommen wurde, repräsentierte er während der ersten Legislaturperiode die Gegend als Senator in der Illinois General Assembly.
Gewöhnlich wird Samuel Smith die Gründung der Stadt zugeschrieben. Im Jahre 1829 ließ er in dem Ort, der damals Smith’s Landing genannt wurde, Wohnhäuser errichten, eine Fähre wurde neu eingerichtet und mit dem Bau einer Mühle begonnen. Seine Ehefrau stammte aus der Stadt Chester in England, nach der die neue Siedlung nun benannt wurde. Smith eröffnete auch ein Hotel für die Fahrgäste seiner Fähre.
Der erste in den frühen Tagen in Chester industriell hergestellte Artikel war Rizinusöl, welches als Schmierstoff verwendet wurde. Mit dem Entstehen und dem Wachsen der Ölindustrie verlor diese Industrie ihre Bedeutung, doch anders als andere Orte der Umgebung behielt Chester eine bedeutende Stellung, weil seine günstige Lage an den Ufern des Mississippi den Handel begünstigte. Schiffsverbindungen bestanden nach St. Louis und New Orleans.
1837 gründete Nathan Cole eine Sägemühle, die auch Getreide mahlen konnte. Einige Jahre später wurde dieses Unternehmen in eine reine Getreidemühle umgewandelt, die heute zum Konzern ConAgra Foods gehört. Die Firma von Nathan Cole installierte den ersten elektrischen Generator, um die Straßenbeleuchtung der Stadt mit Strom zu versorgen. Heute ist dieser Generator im Ford Museum in Dearborn, Michigan zu besichtigen.
Das erste Backsteinhaus wurde 1834 errichtet. Beim Hochwasser 1844 stieß das Dampfschiff Bellair dagegen und zerstörte auch das städtische Gefängnis.
Der Fluss wurde aber vor allem als Verkehrsweg genutzt, so wurde ein Liniendienst aufgenommen, der Chester dreimal wöchentlich mit St. Louis verband. Chester entwickelte sich zu einem bevorzugten Flusshafen. Charles Dickens und seine Ehefrau nutzten im Jahre 1842 Chester als Zwischenstation, Mark Twain war von 1857 bis zum Beginn des Amerikanischen Bürgerkrieges Lotse auf dem Mississippi und hielt sich oftmals in Chester auf.
1832 und 1833 suchte eine Cholera-Epidemie Chester heim, die viele Opfer kostete. Südlich der Mühle erinnern noch heute mehrere Grabsteine an die Stellen, wo damals verstorbenen Cholera-Opfer von den vorbeifahrenden Dampfschiffen begraben liegen.
Das Staatsgefängnis von Illinois wurde zuerst in Chester gegründet. Dieses ging aus einem Lager für konföderierte Kriegsgefangene hervor, die zum Bundesgefängnis in Alton überstellt wurden. Das alte Backsteingebäude ist noch heute vorhanden.
Als der Verwaltungssitz des Randoph County von Kaskaskia nach Chester verlegt wurde, wurden die Akten zuerst in einem Schulhaus gelagert, welches als vorläufiges Gerichtsgebäude genutzt wurde, bis das neue im Jahre 1948 seiner Bestimmung übergeben wurde. Der steinerne Anbau, das heutige Archiv, wurde im Jahre 1863 fertiggestellt und wird heute auch als Museum genutzt.
Die alten Gebäude, die entlang des Flusses gestanden hatten, sind inzwischen abgerissen worden. Trotzdem blieben eine Reihe von alten Häusern auf den Hügeln über der Stadt erhalten und geben so einen Eindruck von dieser Zeit wieder.
Seit der Besiedlung wuchs die Stadt Chester ständig. Wohnhäuser und Geschäfte entstanden entlang des Flussufers, auch heute leben die meisten Bewohner in der Nähe des Ufers. Die Stadt breitete sich in verschiedene Richtungen aus und es entstanden allmählich zwei getrennte Siedlungskerne: McGuireville and Camptown. Heute bilden diese wieder eine Einheit.

## Medien
In Chester gibt es einen eigenen Kabelkanal, der über regionale Ereignisse berichtet.
Es gibt eine Regionalzeitung, die Randolph County Herald Tribune und eine Radiostation.
Im Jahre 1967 war Chester Drehort für den Film In der Hitze der Nacht, 1993 für Auf der Flucht, 1994 für den Dokumentarfilm Hoop Dreams und 2000 für den Kinofilm Poor White Trash.

## Geografie
Chester liegt auf 37° 54′ 50″ nördlicher Breite und 89° 49′ 23″ westlicher Länge.
Die Ausdehnung der Stadt beträgt 15,3 km², die fast ausschließlich aus Landfläche bestehen.

## Demografische Daten
Bei der Volkszählung im Jahre 2000 wurde eine Einwohnerzahl von 8400 ermittelt. Diese verteilten sich auf 2018 Haushalte in 1283 Familien. Die Bevölkerungsdichte lag bei 339,9/km². Es gab 2229 Gebäude, was einer Dichte von 146,1/km² entspricht.
Die Bevölkerung bestand im Jahre 2000 aus 94,87 % Weißen, 3,59 % Afroamerikanern, 0,15 % Indianern, 0,21 % Asiaten und 0,25 % anderen. 0,93 % gaben an, von mindestens zwei dieser Gruppen abzustammen. 0,75 % der Bevölkerung bestand aus Hispanics, die verschiedenen der genannten Gruppen angehörten.
22,4 % waren unter 18 Jahren, 8,1 % zwischen 18 und 24, 27,9 % von 25 bis 44, 21,9 % von 45 bis 64 und 19,7 % 65 und älter. Das durchschnittliche Alter lag bei 40 Jahren. Auf 100 Frauen kamen statistisch 105,4 Männer, bei den über 18-Jährigen 102,1.
Das durchschnittliche Familieneinkommen bei $49.426. Das Einkommen der Männer lag durchschnittlich bei $36.103, das der Frauen bei $22.239. Das Pro-Kopf-Einkommen lag bei $22.190. Rund 5,4 % der Familien und 9,7 % der Gesamtbevölkerung lagen mit ihrem Einkommen unter der Armutsgrenze.